# Tangenziale Est di Verdello
La tangenziale est di Verdello è un'opera viaria completamente in servizio, progettata e costruita per evitare l'attraversamento del centro abitato attraverso la Strada Statale 42. Il suo percorso risulta difatti pericoloso dovuto a numerosi attraversamenti pedonali, semafori e una strettoia pericolosa. L'arteria ha l'aspetto di una strada extraurbana secondaria con una carreggiata a doppio senso di circolazione. Le uscite sono garantite attraverso rotatorie.

## Percorso
Il percorso della circonvallazione si dirama dalla Strada Statale 42 del Tonale e della Mendola nel territorio comunale di Verdello, in provenienza da Arcene. Attraverso una rotatoria ci si immette nella nuova arteria viaria.  Attraverso una serie di rotatorie e di svincoli, la circonvallazione permette il collegamento con il centro del paese e le aree industriali circostanti, cosi come la SP122 e la SP149.
La circonvallazione si ricollega alla Strada Statale 42 all'altezza del km XX, dalla quale si era diramata, sempre nel territorio del comune di Verdello, nei pressi della zona industriale in direzione Comun Nuovo e Levate.
Con una lunghezza di 3.8 km, questa strada permette al traffico, sia leggero che pesante, di attraversare il centro del paese, dove la Strada Statale 42 assume un andamento tortuoso e pericoloso.

### Tabella percorso
| TANGENZIALE EST DI VERDELLO Strada statale 42 del Tonale e della Mendola | |           |
| Tipologia                                                                | Indicazione | Provincia |
|                                                                          | Verdello Strada statale 42 del Tonale e della Mendola Arcene Verdellino Zona industriale Zingonia Treviglio - Milano-Brescia (casello di Treviglio)                                                           | BG        |
|                                                                          | Verdello Via Vittore Daminelli | BG        |
|                                                                          | SP121 Verdello-Caravaggio Verdello Via Adua (Caserma dei Carabinieri, Centro storico, Stazione FS) Pognano Zona industriale                                                                                   | BG        |
|                                                                          | Verdello Via delle Cerase Comun Nuovo Zona industriale / Stabilimento Heineken | BG        |
|                                                                          | Verdello Strada della Zambrina Morengane Per Verdello Centro: Solo uscita da Bergamo, entrata in direzione Treviglio Per Comun Nuovo Zona Industriale: Solo uscita da Treviglio, entrata in direzione Bergamo | BG        |
|                                                                          | Verdello Strada statale 42 del Tonale e della Mendola Via Roma Zona industriale Verdello - Levate Bergamo, Stezzano Levate Milano-Venezia (casello di Dalmine) Tangenziale Sud di Bergamo                     | BG        |